# Suldals kommun
Suldals kommun (norska: Suldal kommune) är en kommun i landskapet Ryfylke i Rogaland fylke i sydöstra Norge. Kommunens centralort är tätorten Sand.
Kommunen har 3 853 invånare, varav 1 174 bor i tätorter. Den är med 1 737 km² Rogalands största kommun till ytan och den tredje största i Vestlandet. 

## Administrativ historik
Suldals kommun upprättades den 1 januari 1838 (som Suledal formannskapsdistrikt) när Formannskapslovene från 1837 trädde i kraft. Kommunen omfattade då den östra delen av nuvarande Suldals kommun (Suldals socken) samt hela nuvarande Sauda kommun.
1842 bröts Sauda kommun ut ur kommunen som då minskade från 3 614 invånare före delningen till 2  030 invånare efter. Den återstående delen omfattade den östra delen av nuvarande Suldals kommun (Suldals socken).
Den 1 januari 1965 gick kommunerna Erfjord och Sand samt delar av kommunerna Imsland (området söder om Vindafjorden) och Jelsa (området norr om Jelsafjorden) upp i Suldals kommun. Kommunen ökade då från 1 412 invånare före sammanslagningen till 4 146 invånare efter.
Den 1 januari 1978 överfördes ett bebott område (Vormestrands krets med 13 invånare) från Vindafjords kommun till Suldals kommun.

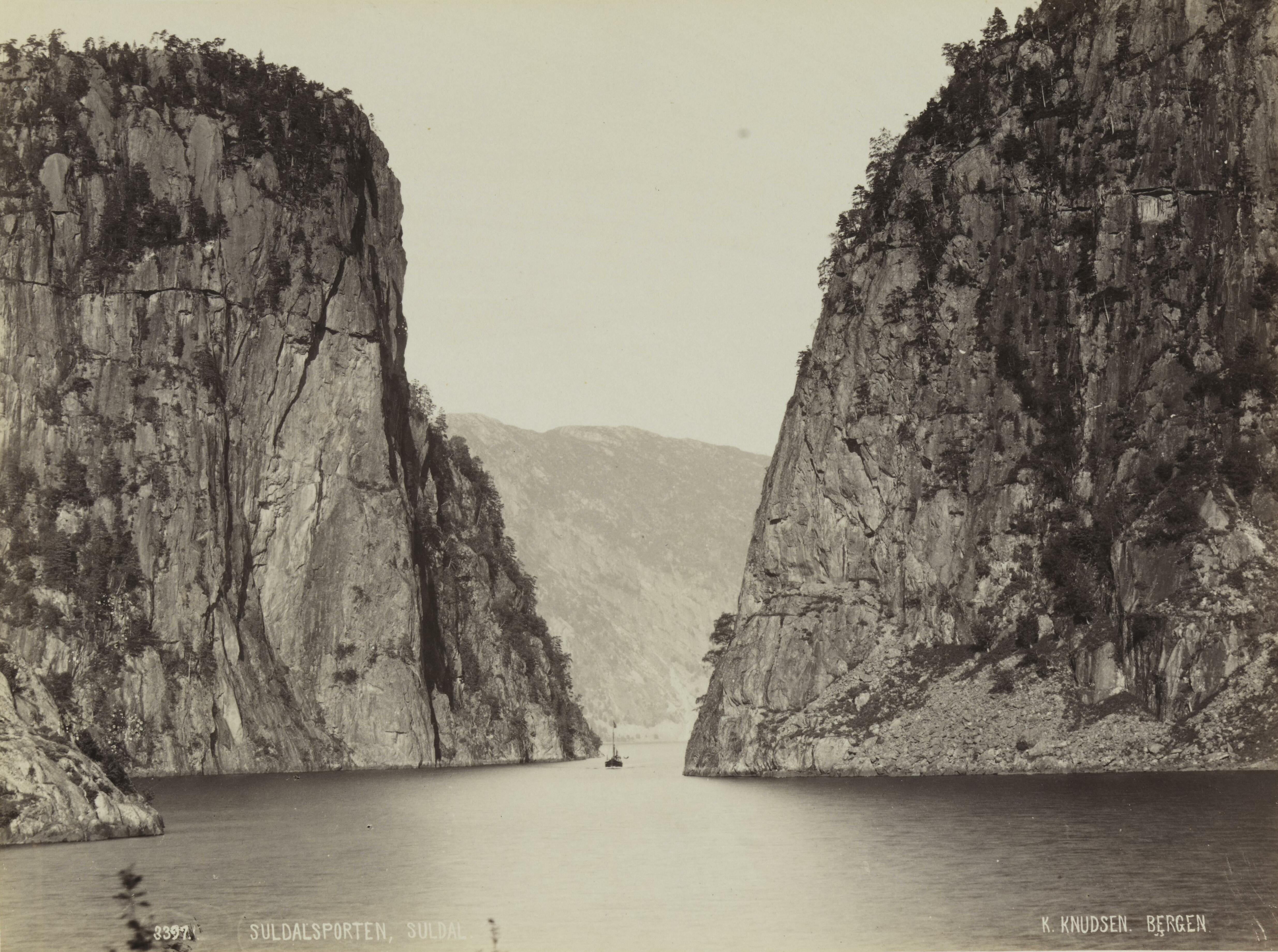
Suldalsporten.
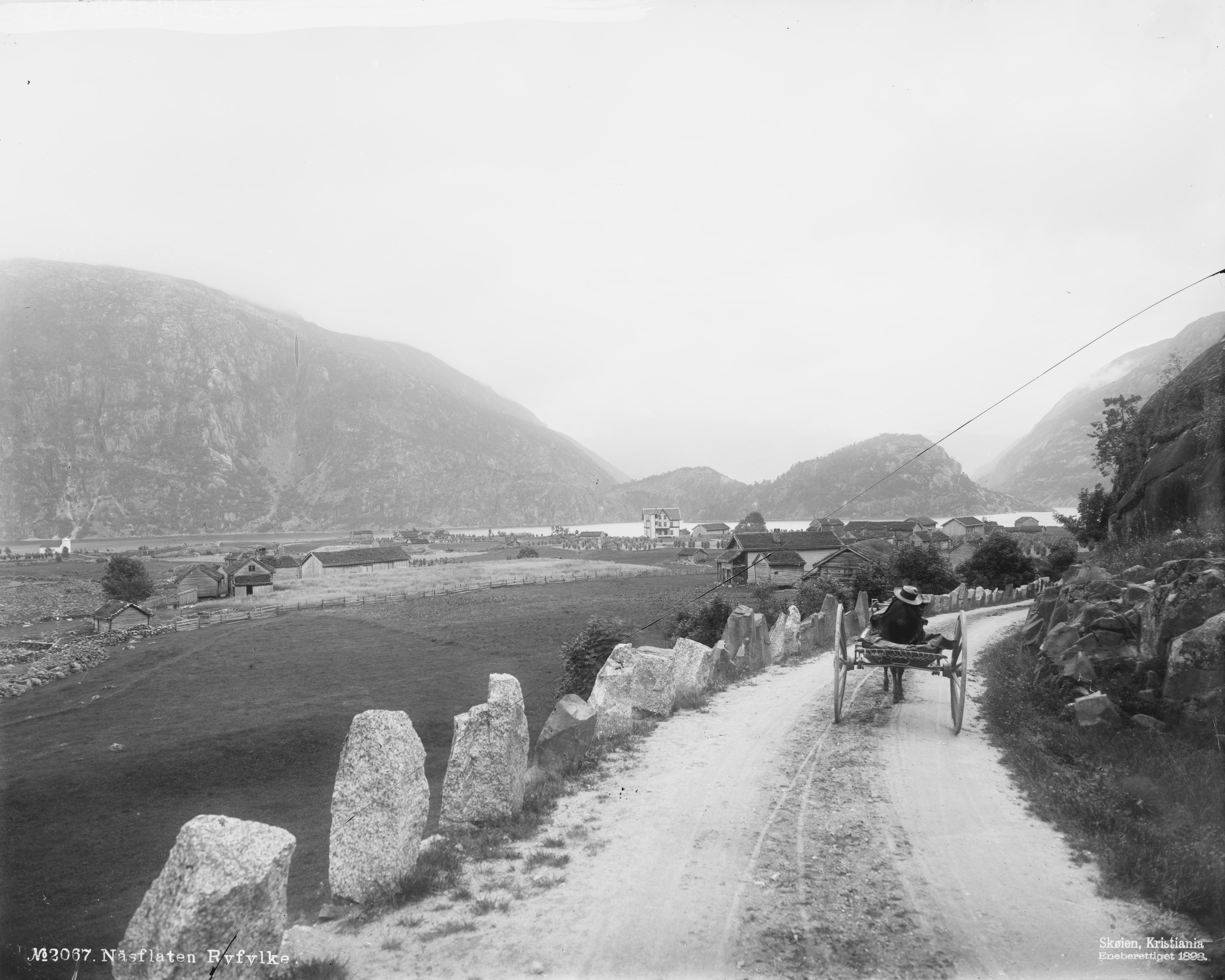
Nesflaten.

## Näringsliv

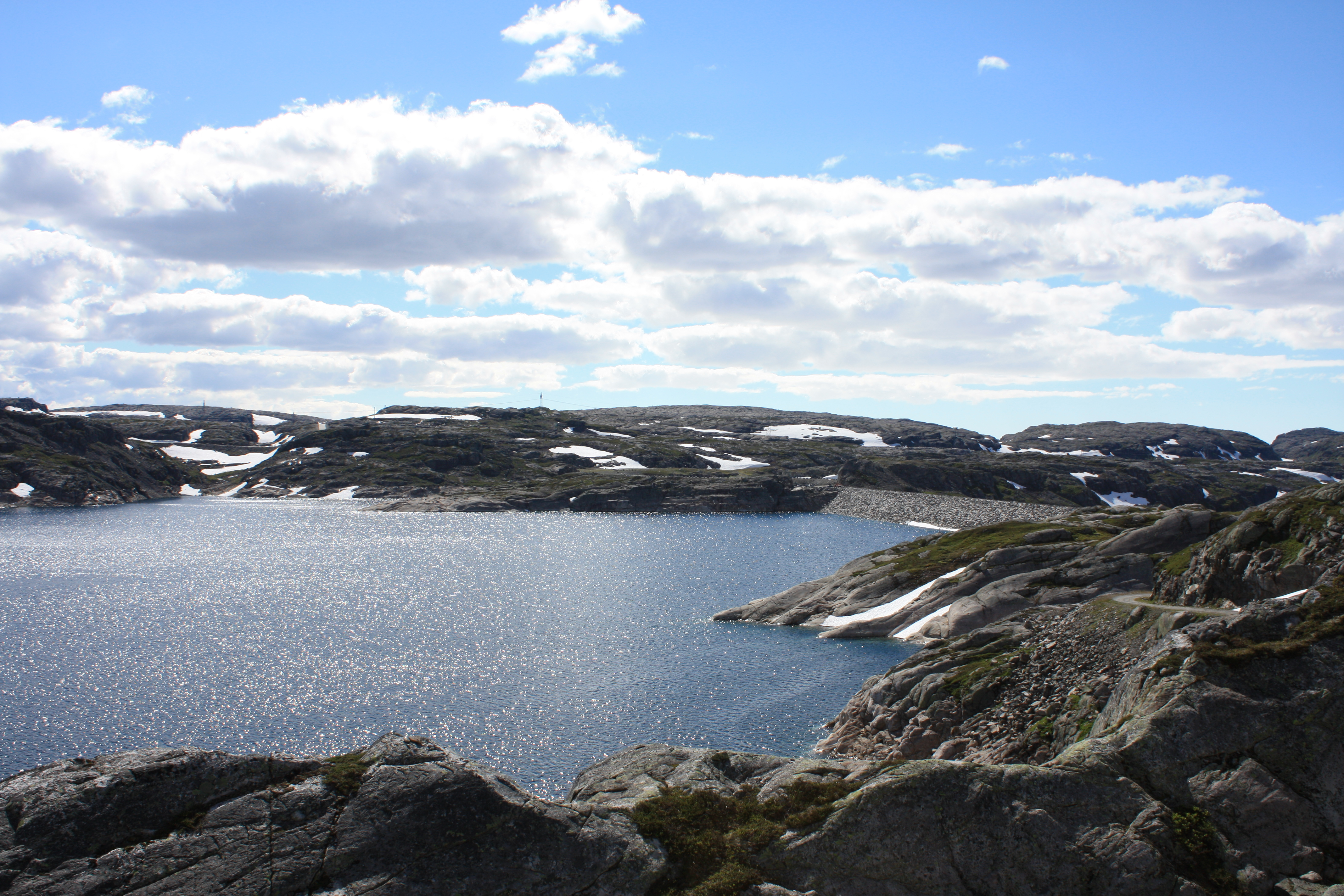
Oddatjørndammen, Blåsjø.

Suldal är en av de största kraftkommunerna i Norge. Utbyggnaden började på 1960-talet, då Suldalsvatnets nederbördsområde började regleras, först med Røldal-Suldal och senare med Ulla-Førre. Omkring 8 % av Norges sammanlagda kraftproduktion sker i kommunen. Blåsjø är den största dammen.

## Tätorter
I Suldals kommun finns en tätort:
- Sand (centralort)

## Socknar
Inom Norska kyrkan är Suldals kommun indelad i fyra socknar:
- Erfjords socken
- Jelsa socken
- Sands socken
- Suldals socken

Socknarna ingår i Ryfylke prosteri i Stavangers stift.

## Bilder

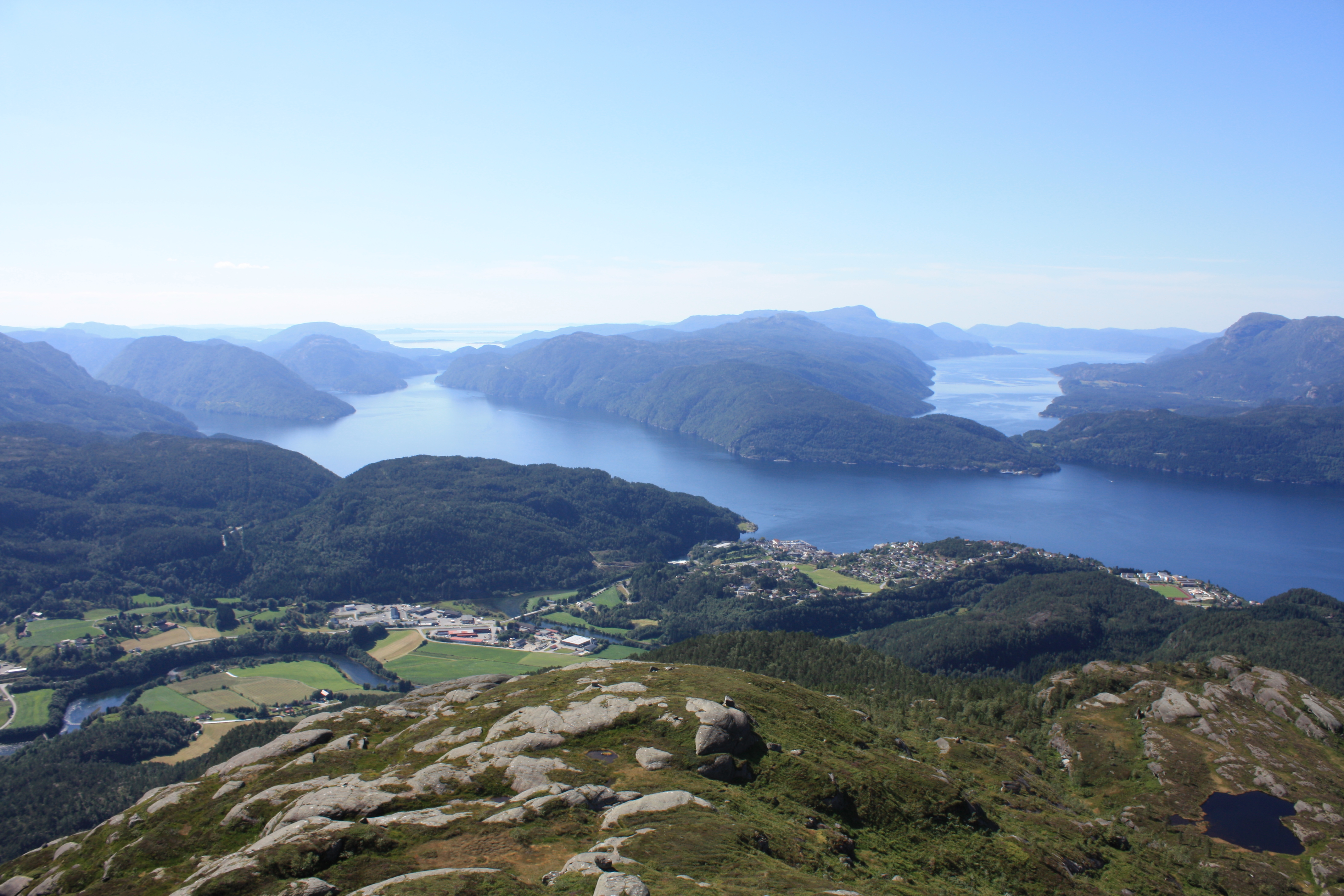
Sand och Sandsfjorden.
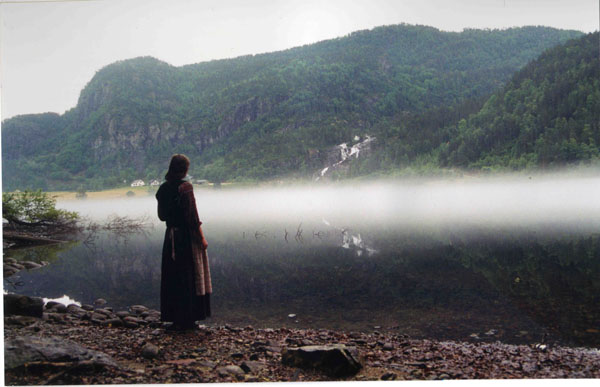
Suldalsvatnet.
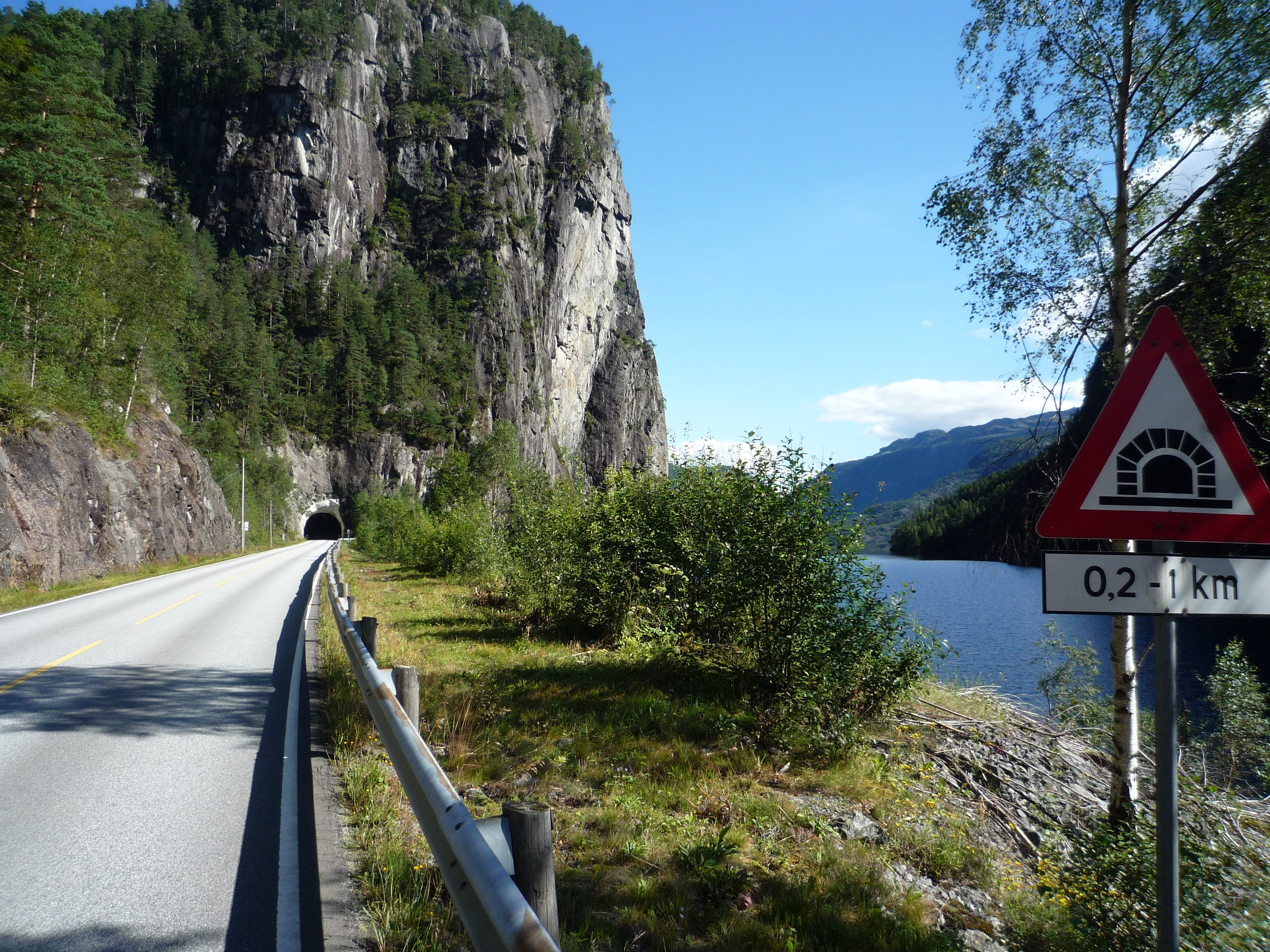
Suldalsporten.